# Белопаланачки град
Белопаланачки град или турско Кале је културно историјски споменик на простору Беле Паланке саграђена у време Османског царства.
Због значајне вишевековног разарања Белопаланачког града о његовом изгледу може се сазнати само на основу доступних историјских извора.

## Историја
У време под окупацијом Османлија Нишка и Белопаланачка котлина припадала је Софијском санџаку, од времена оснивања Османског царства па све до 18. века. Софијски санџак припадао је Ејалету Румелија, а Османлије су га основале 1393, одмах после битке на Косову 1389. након што су почели да учвршћују своју власт на Балканском полуострву. Велики Софијски санџак, од краја 14. века до последње деценије 15. века, обухватао је сво Нишавље и град Ниш.
Скоро у целокупном периоду Османског царства, све до најмлађег османског доба, белопаланачка област је била управно везана за Пирот. Имајући у виду регионално-географски значај подручја, у Пироту је успостављена и административна функција, још од најстаријих времена Османске владавине — Пиротски кадилук Софијског санџака, што је умањило потребу за кретањима из Белопаланачке котлине преко простора Сићевачке клисуре и Суве планине ка Нишу.
Са успостављањем нове територијалне подела пашалука, којом је белопаланачки предео у 18. веку потпао под Нишки пашалук настаје оживљавање простора средњег Понишавља услед провођења Цариградског друма преко Плоча и повезивања насеља у изворишном делу Црвене реке и осталом делу Белопаланачке котлине. Овим везама, јужним ободом Сићевачке клисуре, наведени предео је саобраћајно-економски био упућен на Ниш као значајан привредни центар.
Тако је на простору некадашњег града Извор у средишту котлине, почетком 18. века највероватније по одлуци нишког или пиротског заповедник Мехмед-паше подигнуто утврђење и путна станица, „Мехмед-пашина Паланка.“ Пре Мехмед-пашине Паланке на истом месту постојала је „Муса-пашина Паланка“, а пред сам крај турске владавине „Ак Паланка“.
Како Белопаланачки град по својим габаритима није био довољно велики за смештај свих становника Беле Паланке, међу којима је 85% било Турака, 1867. године, западно од града уз кулучење народа Белопаланачке котлине изграђена је тврђава Табија (пречника 35 метара) у којој је годишње обучавано око 250 турских регрута.

## Изглед
Белопаланачки град  грађен углавном од тесаног камена, према Ј. Мишковићу (1889)  био је фортификација четвороугаоног облика, са:
- две дуже стране,  окренуте према североистоку и југозападу (у дужину од 140 метара) ,

- две краће стране, окренуте према југоистоку (у дужину од 110 метара) и северозападу  (у дужину од 95 метар).

На сваком углу града била је по једна округла кула (унутрашњег полупречника 4,7 метара), а на средини сваког градског платна по једна полукружна кула (полупречника 5,3 метара). Свака кула је имала два спрата и  по три прореза (шатора) са ширим отвором унутра.На последњем спрату неке куле су имале и више прозоре, нарочито према висинама одакле су биле у већој опасности. Округле куле су имале два отвора, по један до сваког платна, а полуокружне (средње) куле су имале по један улаз, све око 1 м.
Дебљина зида, како кула, тако и целокупног градског ткива, износила је 1,1 м.   Висина градског платна се и даље одржава на 6 до 6,4 м, а куле су и даље 1 до 2 м више. 
Град је имао два улаза (капије), оба на дужим странама, и то: на југозападној страни према граду, био је улаз испод четвртасте куле, а на дужим странама, и то: на југозападној страни према граду. града, био је улаз испод четвртасте куле, а на североисточној страни између средње и угаоне куле.

## Стање заштите
Белопаланачки град  данас је сачуван  само у траговима и у таквом стању да се на основу постојећих остатака не види његова некадашња укупна димензија и изглед.